# André Filipe Costa Oliveira Fernandes
André Filipe Costa Oliveira Fernandes, hay André Costa (sinh ngày 24 tháng 5 năm 1995) là một cầu thủ bóng đá người Bồ Đào Nha thi đấu cho Vitória Guimarães B, ở vị trí thủ môn.

## Sự nghiệp bóng đá
Vào ngày 12 tháng 5 năm 2017, Costa có màn ra mắt cho Vitória Guimarães B trong trận đấu tại LigaPro 2016–17 trước FC Porto B.